# Famille Bozecchi
La famille Bozecchi (également Buzecchi, Buzecco, Buzzecchi, Bussecchi, Busecchi) est une éminente famille de Juifs italiens, dont les membres, en s'établissant à Rome, ont pris le nom de leur lieu d'origine, Buzecchio (Bussecchio), à Forlì.

## Origines de la famille
Les premières traces de cette famille peuvent être retrouvées au XIIIe siècle, la synagogue Bozecchi étant mentionnée en 1240. Vers la fin du XIVe siècle, le nom avait disparu et avait été incorporé à celui des Anav, à laquelle les Bozecchi étaient rattachés.

## Membres connus
Quatre membres de cette famille sont plus particulièrement connus :
- Benjamin ben Juda (Rome 1295 - c. 1335 EC), exégète, grammairien et philosophe. Ayant étudié auprès de Yoav ben Benjamin ben Salomon, il s'illustre particulièrement dans les deux premiers domaines, mais le poète Immanuel de Rome le présente aussi comme un scientifique et philosophe accompli. 
Il est l'auteur :
  - d'un commentaire sur les Chroniques et les Proverbes, dont le manuscrit est conservé dans plusieurs bibliothèques (Codex de Rossi, no 3081, 691, 7283 ; bibliothèque de Paris, no 2143; bibliothèque d'Oxford, no 2212, 3641, 7143), dans lequel il s'attache à éviter toute interprétation non-littérale du texte, et se base sur la philologie hébraïque. Ibn Jannah, Ibn Ezra et Kimhi sont souvent cités et lui servent de modèles
  - un supplément au commentaire inachevé d'Isaïe de Trani sur les livres des Rois, également conservé en manuscrit (Codex Angel 1)
  - de gloses sur la majeure partie de la Bible. Abraham Berliner y a consacré une étude[1]
  - de la Hakdama, qui est probablement son œuvre la plus connue. Ce court traité a servi d'introduction et de supplément aux manuels de grammaire en usage en Italie, en particulier au Mahalakh Shevilei ha-Da'at de Joseph Kimhi (Pesaro, 1560). Très populaire, il a souvent été réimprimé. Une édition critique avec traduction en espagnol a été réalisée par A. Sáenz de Zaitegui Tejero[2]
  - du Mevo HaDikdouk, un traité de grammaire succinct et complet
- Juda ben Benjamin, médecin établi à Rome au XIVe siècle, et probablement le fils du précédent. Il était l'ami d'Immanuel de Rome, qui en fait l'éloge[3].
- Menahem, mentionné par Benjamin de Rome dans ses gloses sur Isaïe 33. Il s'agit probablement de l'oncle de ce dernier.
- Shabbataï ben Menahem, loué, ainsi que son père, par Immanuel de Rome[4].

## Pour approfondir